# Fechtmeisterschaften der Deutschen Turnerschaft 1929
Die Fechtmeisterschaften der Deutschen Turnerschaft 1929 wurden am 25. und 26. Mai in Magdeburg ausgetragen. Es fanden nur Mannschaftswettkämpfe im Degenfechten statt. Sieger wurde der Kreis Bayern mit den Fechtern Karl Kolbinger, Brieger, Heinrich Schöndube und Sondheim. Parallel zur Deutschen Turnerschaft trug der Deutsche Fechter-Bund eigene Einzel- und Mannschaftsmeisterschaften aus.

## Organisation
An den Meisterschaften nahmen Mannschaften der einzelnen Kreise der Deutschen Turnerschaft teil. Vor der Endrunde wurde deutschlandweit Qualifikationsturniere ausgetragen, deren fünf Sieger an der Endrunde in Magdeburg teilnehmen durften.

## Ergebnisse
Es gewann die Mannschaft aus Bayern vor den Mannschaften des Mittelrheinkreises und Sachsens.
| Platz | Verein                 | Sportler                                |
| ----- | ---------------------- | --------------------------------------- |
| 1     | Bayern (Kreis XII)     | Kolbinger Brieger H. Schöndube Sondheim |
| 2     | Mittelrhein (Kreis IX) | Thomson Bauer W. Schöndube Schäfer      |
| 3     | Sachsen (Kreis XIV)    | Ohlsen Postel Prause Schramke           |

Weitere Platzierungen: 4.  Norddeutschland (Kreis IV) 5. Brandenburg (Kreis IIIb)